# Lilleba Hals
Benedicte "Lilleba" Hals, gift Klofsten, född 26 mars 1919 i Oscars församling i Stockholm, död där 18 oktober 2004, var en av Sveriges mest framgångsrika tennisspelare under 1940-talet, med totalt 12 SM-titlar, varav 4 i singel. Hon representerade klubben TSK och kallades av tidningen Veckorevyn "Sveriges tennismästarinna". 
Hennes främsta egenskaper var baslinjespelet och beskrevs till exempel i Dagens nyheter som vara "god nog att spela jämnt med vem som helst ute i Europa på inomhusbana – den levande muren". 
Efter karriären var hon bland annat tennistränare på Trouville tennisklubb i Stockholms skärgård.
Hon var dotter til Valborg Bjurstedt Hals, 13 gånger norsk mästare i tennis 1910–1916, och systerdotter till Molla Mallory. 
Lilleba Hals hade tre syskon, bland annat Anne Cathrine Hals (gift Lindholm) som också var tennisspelare.